# Musée Richard-Wagner (Lucerne)
Le musée Richard-Wagner, appelé en allemand Richard Wagner Museum, est un musée consacré au compositeur Richard Wagner et situé dans la ville suisse de Lucerne.

## Histoire
À la suite de son départ de Munich, Richard Wagner se réfugie en Suisse et s'établit dans le manoir de Tribschen de 1866 à 1872. Il y compose Die Meistersinger von Nürnberg, le troisième acte de l'opéra Siegfried ainsi que le poème musical Siegfried Idyll dédié à sa femme Cosima et composé en l'honneur de son fils Siegfried.
En 1931, la ville de Lucerne rachète le bâtiment et le parc attenant de 30 000 m2 ; deux ans plus tard, un musée consacré au compositeur est ouvert. Le musée, de même que le manoir qui l'accueille et dans lequel sont organisés différents concerts, est inscrit comme bien culturel suisse d'importance nationale.

## Collections
Le musée présente une exposition permanente retraçant la vie du compositeur au rez-de-chaussée du bâtiment. À partir de 1943, il présentait également au premier étage une importante collection d'instruments anciens de musique ; cette collection a été déplacée à Willisau en 2009.